# Heinz Böttrich
Heinz Böttrich (* 10. Juni 1925 in Chemnitz; † 14. April 2009 ebenda) war ein deutscher Mediziner und Politiker (CDU, DDR-CDU). Er war ab 1990 für zwei Wahlperioden Mitglied des Sächsischen Landtags. Heinz Böttrich war der Bruder von Hans-Joachim Böttrich.

## Leben
Böttrich besuchte die Volksschule und anschließend die Oberrealschule, die er mit Abitur beendete. Anschließend absolvierte er für drei Monate den Reichsarbeitsdienst und diente zwei Jahre in der Wehrmacht. Im Jahr 1945 begann er ein Studium der Humanmedizin an der Universität Jena und legte 1951 das Staatsexamen in Greifswald ab. Ein Jahr später folgte die Promotion. Nach Erhalt der Vollapprobation begann er eine Facharztausbildung zum HNO-Arzt und eröffnete 1957 eine Arztpraxis.
Böttrich war nach Ende des Zweiten Weltkriegs Gründungsmitglied der CDU (zu DDR-Zeiten Ost-CDU) in Chemnitz und übte später öffentlich Kritik an den Blockparteien. Er war sowohl als Stadt-, als auch als Bezirksrat für das Gesundheitswesen tätig und half als solcher anderen Menschen, eine Zulassung zum Studium zu erlangen.
Nach der Wiedervereinigung war er bei der Wahl zum ersten Landtag Sachsens 1990 Kandidat der CDU und wurde im Wahlkreis 59 (Chemnitz 1) als Direktkandidat ins Parlament gewählt. Bei der Landtagswahl 1994 konnte er erneut ins Parlament einziehen. In beiden Wahlperioden war er Alterspräsident des Sächsischen Landtags und leitete jeweils dessen Konstituierung.
Er war Mitglied der Landesärztekammer Sachsen.

## Ehrungen
Am 2. Juni 1995 wurde ihm von Bundespräsident Roman Herzog das Bundesverdienstkreuz (Großes Verdienstkreuz) verliehen. Am 2. November 2000 wurde ihm von Ministerpräsident Kurt Biedenkopf der Sächsische Verdienstorden verliehen.